# Madison Ivy
Madison Ivy (Múnich, Baviera; 14 de junio de 1989) es una actriz pornográfica alemana.

## Biografía
Nació el 14 de junio de 1989 en Alemania con el nombre de Clorisa Briggs, pero creció en Texas, Estados Unidos. En 2007, a los 18 años de edad, comenzó a trabajar como estríper en un club. Fue en esa etapa cuando conoció a la entonces actriz porno Aurora Snow, quien la animó a entrar en la industria pornográfica.
Se estrenó en pantalla teñida de rubio, aunque con el paso del tiempo volvió a actuar con su color moreno natural.
Ha trabajado para productoras como Twistys, Hustler Video, Digital Sin, New Sensations, Jules Jordan Video, Evil Angel, Adam & Eve, Elegant Angel, 3rd Degree, Brazzers, Girlfriends Films, Kick Ass, Bang Bros o Naughty America.
Su nombre artístico es un homenaje a Poison Ivy, personaje de DC Comics y villana de Batman.
En el año 2009, se sometió a cirugía para aumentar el tamaño de sus pechos, pasando de una B a una D, con casi 500 cc de solución salina.
Tanto en 2009 como en 2010 consiguió sendas nominaciones en los Premios AVN en la categoría de Mejor escena de sexo lésbico en grupo por Not Bewitched XXX y Party of Feet, respectivamente.
En 2012 repitió en los AVN con otra nominación a la Mejor Tease Performance por Bombshells.
En 2014 se alzó, junto a Mick Blue, en los Premios XBIZ con el premio a la Mejor escena de sexo en película de parejas o temática por Hotel No Tell.
En 2015 volvió nominada en la categoría de Mejor escena escandalosa de sexo por la película Pretty Sloppy 5.
Pocos días después de esa última gala de los AVN, el 25 de enero de 2015, sufrió un accidente de conducción que le fracturó la columna vertebral y le produjo un desgarro abdominal. Durante varios meses se apartó de la actuación en pos de recuperarse, volviendo paulatinamente a rodar películas a lo largo de 2016.
Ha trabajado en más de 620 películas como actriz.
Algunas películas de su filmografía son All New Hot Showers, Baby Got Boobs 5, Big Tit Centerfolds, Hot As Fuck, LA Lesbians, Let Me Suck You, Madison Ivy Loves Cock, Naughty Office 24, Neighbor Affair 13, On My Own - Blonde Edition, Porn Stars Love Facials, Stuffed Petite, Tasty Treats o Wet Lips.

## Premios y nominaciones

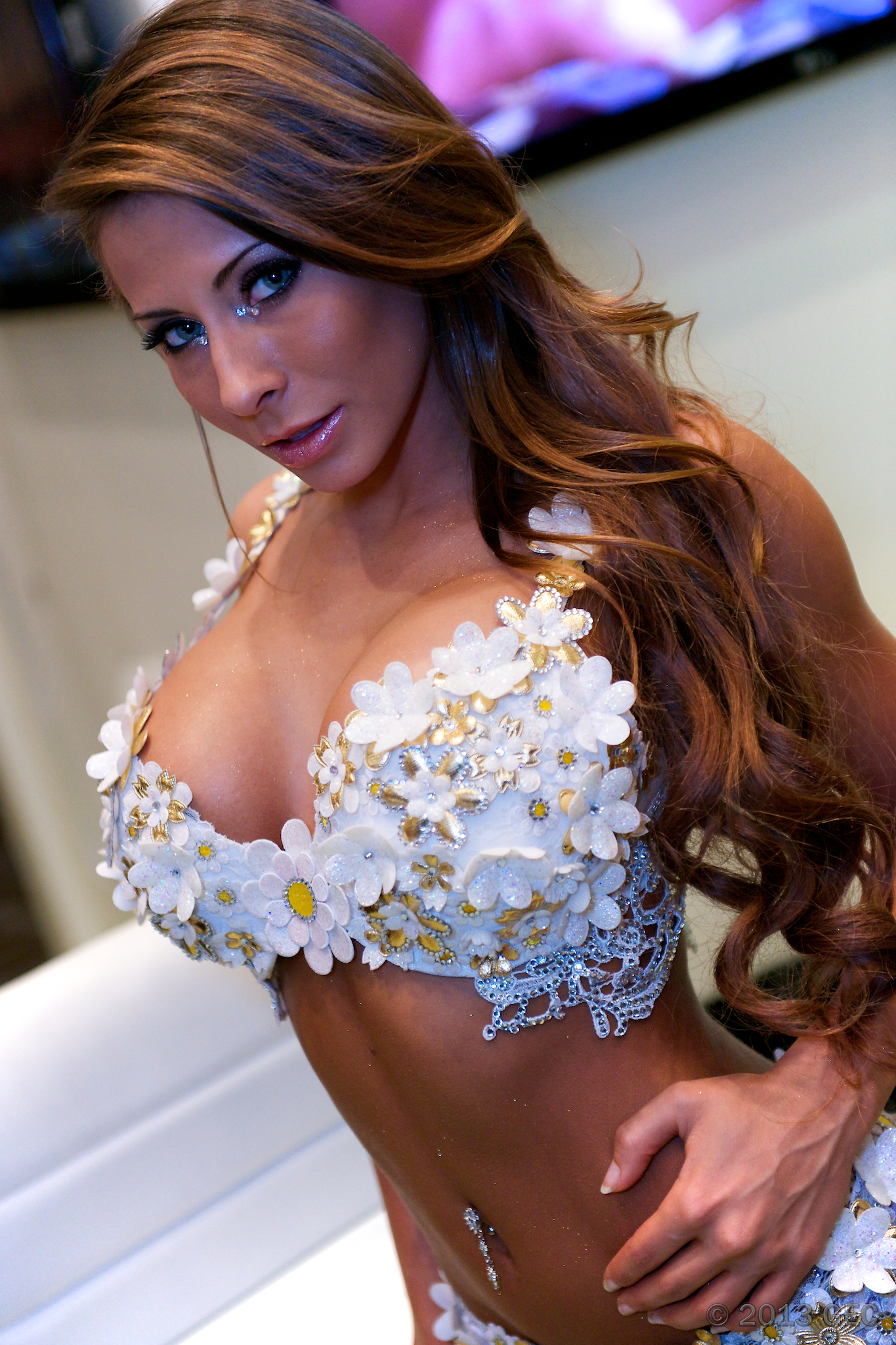
Madison Ivy en 2013

| Año  | Ceremonia    | Resultado | Premio                                                 | Trabajo                         |
| ---- | ------------ | --------- | ------------------------------------------------------ | ------------------------------- |
| 2009 | Premios AVN  | Nominada  | Mejor escena de sexo lésbico en grupo                  | Not Bewitched XXX               |
| 2010 | Premios AVN  | Nominada  | Mejor escena de sexo lésbico en grupo                  | Party of Feet                   |
| 2010 | Premios AVN  | Nominada  | Mejor escena de sexo oral                              | Jules Jordan: Feeding Frenzy 10 |
| 2012 | Premios AVN  | Nominada  | Mejor Tease Performance                                | Bombshells                      |
| 2014 | Premios XBIZ | Ganadora  | Mejor escena de sexo en película de parejas o temática | Hotel No Tell                   |
| 2014 | Premios XBIZ | Nominada  | Mejor escena de sexo en película gonzo                 | North Pole 104                  |
| 2015 | Premios AVN  | Nominada  | Mejor escena escandalosa de sexo                       | Pretty Sloppy 5                 |
| 2015 | Premios XBIZ | Nominada  | Mejor escena de sexo en película de parejas o temática | No Way Out                      |
| 2015 | Premios XBIZ | Nominada  | Mejor escena de sexo en película vignette              | Pornstars Like It Big 20        |
| 2016 | Premios XBIZ | Nominada  | Mejor escena de sexo en película vignette              | Baby Got Boobs 16               |
| 2017 | Premios AVN  | Nominada  | Mejor escena de sexo lésbico en grupo                  | Tasty Treats                    |
| 2017 | Premios XBIZ | Nominada  | Mejor escena de sexo en película vignette              | I Have a Wife Vol. 36           |
| 2020 | Premios XBIZ | Nominada  | Mejor escena de sexo en película de temática erótica   | The Ex-Girlfriend               |
| 2021 | Premios AVN  | Nominada  | Mejor actriz                                           | No Mercy for Mankind            |